# Jean-Paul Bonnaire
Jean-Paul Bonnaire (* 3. Oktober 1943 in Chaux, Côte-d’Or; † 28. März 2013 in Paris) war ein französischer Schauspieler, der zwischen den Jahren 1975 und 2013 in über 100 Filmproduktionen spielte, darunter in Tod eines Schiedsrichters, Das Lächeln, Gefährliches Wissen, Mischka und Die Kinder des Monsieur Mathieu.

## Leben und Karriere
Jean-Paul Bonnaire wurde 1943 in Chaux als Sohn des ehemaligen Bürgermeisters Paul Bonnaire, in einer Gemeinde im Département Côte-d’Or geboren. Bonnaire, der früh beschlossen hatte Schauspieler zu werden, ging nach Paris, um dort Schauspielunterricht bei Raymond Girard zu nehmen. Seine Filmlaufbahn begann er schließlich Mitte der 1970er Jahre in François Dupont-Midis Filmkomödie Eine Leiche geht auf Achse in einer kleinen Nebenrolle.
In seiner fast 40-jährigen Schauspielerkarriere spielte er zahlreiche markante Nebenrollen, unter anderem in Jean-Pierre Mockys Drama Tod eines Schiedsrichters (1984), in Claude Millers Komödie Das Lächeln (1994), in Jacques Roziers Komödie Maine Océan Express (1986), in Alain Corneaus Thriller Gefährliches Wissen (1997), in Christophe Barratiers Film Die Kinder des Monsieur Mathieu (2004) oder in Philippe Ramos Literaturverfilmung Kapitän Ahab (2007) den Priester.
Mit dem Schauspieler und Regisseur Jean-François Stévenin verband Jean-Claude Bonnaire eine enge Freundschaft. Unter seiner Regie spielte er in dem Filmdrama Mischka (2002).
In der französischen Fernsehserie Falco hatte er seinen letzten Auftritt. Bonnaire starb am 28. März 2013 im Alter von 69 Jahren in Paris.

## Filmografie (Auswahl)

### Kino
- 1975: Eine Leiche geht auf Achse (Vous ne l’emporterez pas au paradis)
- 1978: Ein Mann sucht eine Frau (Robert et Robert)
- 1984: Tod dem Schiedsrichter (À mort l'arbitre)
- 1984: Polar – Ein Detektiv sieht schwarz (Polar)
- 1985: Das Attentat (Urgence)
- 1986: Maine Océan Express (Maine-Océan)
- 1989: Die Französische Revolution (La révolution française)
- 1994: Ich kann nicht schlafen (J’ai pas sommeil)
- 1994: Das Lächeln (Le sourire)
- 1997: Gefährliches Wissen (Le cousin)
- 1998: Sehnsucht nach Havanna (Terre étrangèrs – couleur Havane)
- 2002: Mischka
- 2003: Der See und der Fluss (Le lac et la rivière)
- 2004: Die Kinder des Monsieur Mathieu (Les choristes)
- 2006: Manche mögen’s reich (Quatre étoiles)
- 2007: Kapitän Ahab (Capitaine Achab)
- 2007: Le deuxième souffle
- 2007: Zimmer 401 – Rückkehr aus der Vergangenheit (La disparue de Deauville)
- 2011: Der Kuss des Schmetterlings (Un baiser papillon)

### Fernsehen
- 1980: Julien Fontanes, Untersuchungsrichter (Julien Fontanes, magistrat) (1 Folge)
- 1997: Nestor Burmas Abenteuer in Paris (Nestor Burma) (1 Folge)
- 1999: Du gehörst mir! (Le cocu magnifique)
- 2007: Der Gehenkte (Le pendu)
- 2012: Profiling Paris (Profilage) (1 Folge)
- 2013: Falco (2 Folgen)